# Sarry (Yonne)
Sarry – miejscowość i gmina we Francji, w regionie Burgundia-Franche-Comté, w departamencie Yonne.
Według danych na rok 1990 gminę zamieszkiwało 146 osób, a gęstość zaludnienia wynosiła 6 osób/km² (wśród 2044 gmin Burgundii Sarry plasuje się na 765. miejscu pod względem liczby ludności, natomiast pod względem powierzchni na miejscu 306.).